# 小野早稀
小野早稀（日语：／ Ono Saki，1990年11月26日—）是日本的女性聲優，東京都出身。株式会社 FMF所屬。
聲優團體「I, My, Me, Mine」的一員，2015年9月29日宣布解散。

## 人物
2015年在《溫泉幼精小箱根》飾演小箱根為初次主演的作品。
喜歡的食物是蝦子，興趣是玩電玩。
與聲優桑原由氣、漫畫家佃煮海苔男以及同期同事朝井彩加交情很好。
2016年11月26日在自己的Twitter上宣布從劇團青年座映畫放送移籍至Just Production的消息。

## 演出作品
※粗體字為主要角色。

### 電視動畫
2013年
- 穿透幻影的太陽（女學生）
- 我不受歡迎，怎麼想都是你們的錯！（棒球社經理）
- 境界的彼方（女服務生）

2014年
- 偽姬物語（運子）

2015年
- 船梨精搖搖搖日和（にゃおっしー）
- VENUS PROJECT -CLIMAX-（小瀨路未[6]）
- 溫泉幼精小箱根（小箱根[7]）

2016年
- 謎解音（西河愛子）

2017年
- 動物朋友（浣熊[8]、眼鏡王蛇）

2018年
- 沒有心跳的少女 BEATLESS（遠藤由佳）

2019年
- 動物朋友2（大穿山甲、浣熊）

### 遊戲
2013年
- 劇場版 魔法少女小圓 the battle pentagram（使魔、魔女、學生、護士）

2014年
- IDOL-RISM（貓屋敷棗）

2015年
- 巫師3：狂獵

2016年
- 女雀刑事（物部智惠理[9]）
- 企業☆女孩（克拉莉絲·里格比）
- 魔物娘☆後宮（阿斯特爾、張）

2018年
- 天華百劍-斬-（島津正宗）
- 巴哈姆特之怒（西蘭）
- 幻獸契約 Cryptract（維爾斯）
- 無盡戰略（優雅的雷納里烏斯將軍）

2019年
- ω迷宮 Life（紅月日向）
- Grisaia: Chronos Rebellion（雷切爾·卡彭特）
- 動物朋友3（浣熊、大穿山甲）

2020年
- Art Code Summoner（朱塞佩·阿爾欽博托）

### 廣播
- 霜科學生會的偽姬物語RADIO（音泉：2014年4月16日－9月24日）[10]
- 音泉幼精小箱根RADIO♪（音泉：2015年10月5日－12月28日）
- 光央與Machico的Café de Voice Diary（2015年7月28日，來賓演出）
- 動物朋友RADIO!!（HiBiKi Radio Station：2016年 - 2018年）
- RCCカープナイター（RCC RADIO：2017年7月7日-10月24日）
- 動物朋友presents 朋友探險隊（文化放送：2017年 - 2018年）
- BEATLESS〜はっく・ざ・らじお〜（MBS RADIO：2018年）
- 小野早稀的radioclub.jp（葛飾エフエム：放送2018年 -）
- 來吧presents 朋友探險隊2（文化放送：2018年 - 2019年）

### 電視節目
- （2012年6月份片頭曲）
- Animemashite（東京電視台：2015年12月7日）[11]

### 舞台
- 船梨精傳說（2016年6月30日－7月31日、DMM VR THEATER） - 飾演 可隆（聲音演出）[12]

## 外部連結
- 事務所官方簡歷（日語）
- 小野早稀的X（前Twitter）（日語）